# Río Ilave
Der Río Ilave ist ein Zufluss des Titicacasees im südamerikanischen Andenhochland (nördlicher Altiplano) der peruanischen Region Puno.

## Flusslauf
Der Río Ilave hat eine Gesamtlänge von etwa 172 km. Er entspringt an des Nordflanke des 5164 m hohen Cerro Llallahua auf einer Höhe von etwa 4500 m. Im Ober- und Mittellauf trägt der Fluss die Bezeichnungen Río Tulapa, Río Llusta und Río Huenque. Er fließt in überwiegend nördlicher Richtung durch das Bergland der Provinz El Collao. Bei Flusskilometer 125 liegt die Ortschaft Mazo Cruz links vom Fluss.
15 Kilometer flussabwärts liegt die Ortschaft Conduriri ebenfalls links vom Río Ilave. Bei Flusskilometer 54 trifft der Río Aguas Calientes von links auf den Fluss. Dieser heißt anschließend Río Ilave. Er verläuft auf den folgenden 13 Kilometern entlang der Grenze zur weiter westlich gelegenen Provinz Puno. Etwa 35 km oberhalb der Mündung passiert der Río Ilave die am linken Ufer gelegene Provinzhauptstadt Ilave. Der Río Ilave erreicht schließlich knapp 65 km ostsüdöstlich der Regionshauptstadt Puno das Südwestufer des Titicacasees.

## Hydrologie
Der Río Ilave entwässert ein Areal von etwa 7705 km² in den Provinzen El Collao und Puno. Die höchste Erhebung im Einzugsgebiet bildet der 5585 m hohe Nevado Larajanco. Der Jahresabfluss des Río Ilave kann sehr stark schwanken. Der Fluss führt in den Sommer- und Herbstmonaten kaum Wasser. Die höchsten Abflüsse treten gewöhnlich zwischen Januar und April auf. In dieser Zeit liegen die mittleren Abflüsse bei ungefähr 100 m³/s.